# Here's to You
Here's to You è un brano musicale composto da Joan Baez per il testo e da Ennio Morricone per la musica, interpretato da Baez stessa e pubblicato nel 1971 come parte della colonna sonora del film Sacco e Vanzetti diretto da Giuliano Montaldo. Il film racconta la storia del processo a Sacco e Vanzetti, a partire dal loro arresto nel 1920 fino alla condanna a morte nel 1927, e riscosse moltissimo successo, come anche la sua colonna sonora. 

## Contesto
La canzone è un omaggio ai due anarchici italiani, Nicola Sacco e Bartolomeo Vanzetti, che furono condannati a morte da un tribunale degli Stati Uniti nel 1921 e uccisi sulla sedia elettrica nel 1927 accusati di rapina e omicidio, ma condannati principalmente per la loro appartenenza politica all'anarchismo e al movimento radicale, invece che a seguito di un regolare processo che ne provasse la colpevolezza, oltre ogni ragionevole dubbio.

## Testo
Rest forever here in our hearts

The last and final moment is yours

That agony is your triumph.»
(Testo della canzone)
Il testo trae spunto da una dichiarazione attribuita a Vanzetti durante un'intervista rilasciata ad un giornalista del Nord America Newspaper Alliance, Philip D. Strong, che lo aveva visitato in carcere, nel maggio 1927, tre mesi prima della sua esecuzione:
La versione italiana del brano è Ho visto un film, con un testo scritto da Ruggero Miti e Franco Migliacci, cantata da Gianni Morandi.

## Nella cultura di massa
Il brano è presente anche nei videogiochi Metal Gear Solid 4: Guns of the Patriots (nei titoli di coda) e Metal Gear Solid V: Ground Zeroes (nei titoli di testa). Hideo Kojima, il creatore della serie Metal Gear,  ha infatti dichiarato di apprezzare molto la musica di Morricone, al punto da inserirla nei suoi giochi.
Fu inoltre presente nella terza serata del Festival di Sanremo 2011, andata in onda su Rai 1 il 17 febbraio 2011, intitolata Nata per unire, serata dedicata al 150º anniversario dell'Unità d'Italia, che vide il gruppo italiano Modà ed Emma Marrone eseguire il brano.